# شهرستان سوسنوفسکی (چلیابینسک)
شهرستان سوسنوفسکی (به لاتین: Sosnovsky District) یک شهرستان در روسیه است که در استان چلیابینسک واقع شده‌است.